# Charles Doyère
Pour les articles homonymes, voir Doyère.
Charles Doyère (Bonnebosq, 16 avril 1858 - Paris 17e, 4 août 1929) est un ingénieur général du génie maritime français. 

## Biographie
Fils d'un médecin, il entre à l'École polytechnique en octobre 1878 et choisit le génie maritime. Il en sort ingénieur de 3e classe en octobre 1881 et est nommé en 1882 professeur de construction et de technologie à l'école de maistrance de Cherbourg puis à celle de Brest. 
En juillet 1892, il devient ingénieur en chef de 1re classe ainsi que sous-directeur de l'école d'application du Génie maritime, où il enseigne la théorie du navire et la mécanique appliquée à la thermodynamique. 
Chef du bureau technique (1896) des constructions navales, il y prépare, sous les ordres d'Émile Bertin, le projet de concours pour la construction d'un sous-marin. Ce concours sera remporté par Maxime Laubeuf avec le Narval. 
En 1897, Doyère est muté en Chine pour s'y occuper de la réorganisation de l'arsenal de Fou-Tchéou (Fuzhou) et de la modernisation de la flotte chinoise. Il rentre en France en 1904 et sert à l'établissement d'Indret puis, en tant que sous-directeur du service technique des constructions navales, à Toulon où il devient, en novembre 1911, ingénieur général puis directeur du service technique des constructions navales. Il établit alors les plans des cuirassés des types Normandie et Lille mais le déclenchement de la Première Guerre mondiale ne permettra jamais leur achèvement. Doyère avait prévu pourtant d'importantes modifications sur les bâtiments comme, pour la première fois, des tourelles quadruples de 340 mm, lesquelles seront adoptées plus tard pour les cuirassés de types Dunkerque et Richelieu et en Angleterre de ceux du type King George V ou le développement d'un croiseur léger rapide (projet étudié en 1912), qui, lui, ne sera jamais réalisé. 
Pendant la guerre, Doyère travaille à la protection des coques contre les torpilles et fait construire un grand nombre de patrouilleurs pour lutter contre les sous-marins. 
En 1919, il est nommé directeur de l'École d'application du génie maritime puis, en 1921, devient directeur central des constructions navales. Il établit alors les plans des premiers navires des programmes d'après guerre : croiseurs type La Motte-Picquet, contre-torpilleurs type Jaguar, torpilleurs de 1 500 tonnes, etc.
Doyère prend sa retraite en 1924 et meurt à Paris le 4 août 1929, rue de la Terrasse.

## Publications
- Études sur les propulseurs hélicoïdaux (1888)
- La géométrie des carènes (1893)
- Cours pratique de construction navale (1894-1898)
- Notions élémentaires de mécanique du navire (1895)
- La Protection des navires de commerce contre les sous-marins (1918)
- Théorie du navire (1927)

## Récompenses
- Membre de l'académie de marine (1921)[2]
- Membre de l'académie des Lyncéens
- Président de l'Association technique maritime et aéronautique (1924)
- Cinq fois lauréat de l'académie des sciences[3]

## Distinctions
- Chevalier (12 juillet 1892), officier (12 juillet 1910), commandeur (10 octobre 1915) puis grand officier de la Légion d'honneur (19 juin 1921)
- Navy Distinguished Service Medal
- Chevalier commandeur de l'Empire britannique
- Commandeur de l'ordre de Léopold
- grand commandeur de l'ordre du Sauveur royal de Grèce